# Краткая история евреев (книга)
Краткая история евреев — научно-популярное издание историка С. М. Дубнова (1860—1941), предназначенное для широкого круга читателей.

## Описание
В первой части книги изложена древнейшая история народа до конца персидского владычества (332 год до н. э.). Вторая часть содержит древнюю и отчасти средневековую историю евреев на Востоке, от начала греческого владычества в Иудее до упадка вавилонского центра (332 год до н. э. — 1040 год). Третья часть описывает средневековую и новую историю евреев в Европе.

## История
В 1900-х гг. начала выходить «Всеобщая история евреев» (т. 1, Одесса, 1901; в 1903—1905 как приложение к журналу «Восход»; отдельное издание в 3-х тт., СПб., 1904—1906). Четвёртый том был издан под названием «Новейшая история еврейского народа, 1789—1881» (П., 1914). Отдельные части книги Дубнова издавались в советское время (1922—1923) в Москве и Петрограде.
Монументальный труд Дубнова «Всемирная история еврейского народа» был опубликован впервые в немецком переводе А. З. Штейнберга (1—10 тт., Берлин, 1925—1929), а затем на иврите (1923—1938) и идише (1948—1958); полное издание книги в подлиннике на русском языке вышло в свет в Риге в 1934—1938 гг.

## Издания
- издательство «Сварог», Москва, 1996, ISBN 5-85791-018-08
- издательство «Феникс», Ростов-на-Дону 1997, ISBN 5-85880-440-3
- издательство «Феникс», Ростов-на-Дону 2000, ISBN 5-222-01292-1
- издательство «Феникс», Ростов-на-Дону 2008, ISBN 978-5-222-13315-6